# Coastal-Klasse
Die Coastal-Klasse ist eine Baureihe von RoPax-Schiffen, die auf Basis des Schiffsentwurfs RoPax 1600 – Double Ender der Flensburger Schiffbau-Gesellschaft entstanden. Die Schiffe der Baureihe wurden im Zeitraum 2006 bis 2008 erbaut.

## Ausschreibung des Baus
Der Neubau von drei neuen Schiffen für BC Ferries wurde weltweit ausgeschrieben. An der Ausschreibung beteiligten sich insgesamt 14 Teilnehmer. Von den 14 Angeboten waren drei aus Kanada, die anderen aus den Vereinigten Staaten von Amerika und der restlichen Welt. Die Entscheidung, diese Schiffe außerhalb Kanadas zu bauen, war in British Columbia unpopulär. Ausschlaggebend für den Erfolg der Flensburger Schiffbau-Gesellschaft war der Preis. Der Gesamtkaufpreis der drei neuen Schiffe betrug zum Zeitpunkt der Zuschlagserteilung des Vertrags ungefähr 325 Millionen kanadische Dollar (CAD) (September 2004). Gemäß BC Ferries war dieses Angebot um 40 Prozent niedriger, als das Angebot der preiswertesten kanadischen Schiffswerft. Ebenfalls mit ausschlaggebend war die Bereitschaft der erfolgreichen Flensburger Schiffbau-Gesellschaft, teilweise erhebliche Vertragsstrafen bei Nichterfüllung des Vertrages zu akzeptieren.

## Schiffe der Baureihe
BC Ferries hat von dieser Klasse die drei Fähren Coastal Renaissance, Coastal Inspiration und Coastal Celebration in Betrieb. Die Namen der Schiffe wurden im Jahr 2005 in einem Wettbewerb ermittelt: Alle drei Schiffe fahren unter kanadischer Flagge und haben den Heimathafen Victoria.
Die Coastal Renaissance wurde unter der Baunummer 733 gebaut. Die Kiellegung fand am 2. Januar, der Stapellauf am 19. April 2007 statt. Das Schiff wurde am 26. Oktober an BC Ferries abgeliefert.
Die Coastal Inspiration wurde als zweites Schiff der Serie unter der Baunummer 734 gebaut. Die Kiellegung fand am 2. Mai, der Stapellauf am 31. August 2007 statt. Das Schiff wurde am 8. Februar 2008 an BC Ferries abgeliefert.
Die Coastal Celebration wurde als drittes Schiff der Serie unter der Baunummer 735 gebaut. Die Kiellegung fand am 3. September, der Stapellauf am 14. Dezember 2007 statt. Die Ablieferung des Schiffes an BC Ferries erfolgte am 8. Mai 2008.
Die Schiffe dieser Baureihe haben bei Indienststellung veraltete Schiffe der Victoria-Klasse ersetzt.
| Name                | IMO-Nr. Rufzeichen | Indienststellung | Ausgangshafen | Hauptstrecke                  |
| ------------------- | ------------------ | ---------------- | ------------- | ----------------------------- |
| Coastal Renaissance | 9332755 CFN4888    | 8. März 2008     | Departure Bay | Departure Bay – Horseshoe Bay |
| Coastal Inspiration | 9332767 CFN4970    | 16. Juni 2008    | Duke Point    | Duke Point – Tsawwassen       |
| Coastal Celebration | 9332779 CFN5145    | 21. Nov. 2008    | Swartz Bay    | Swartz Bay – Tsawwassen       |

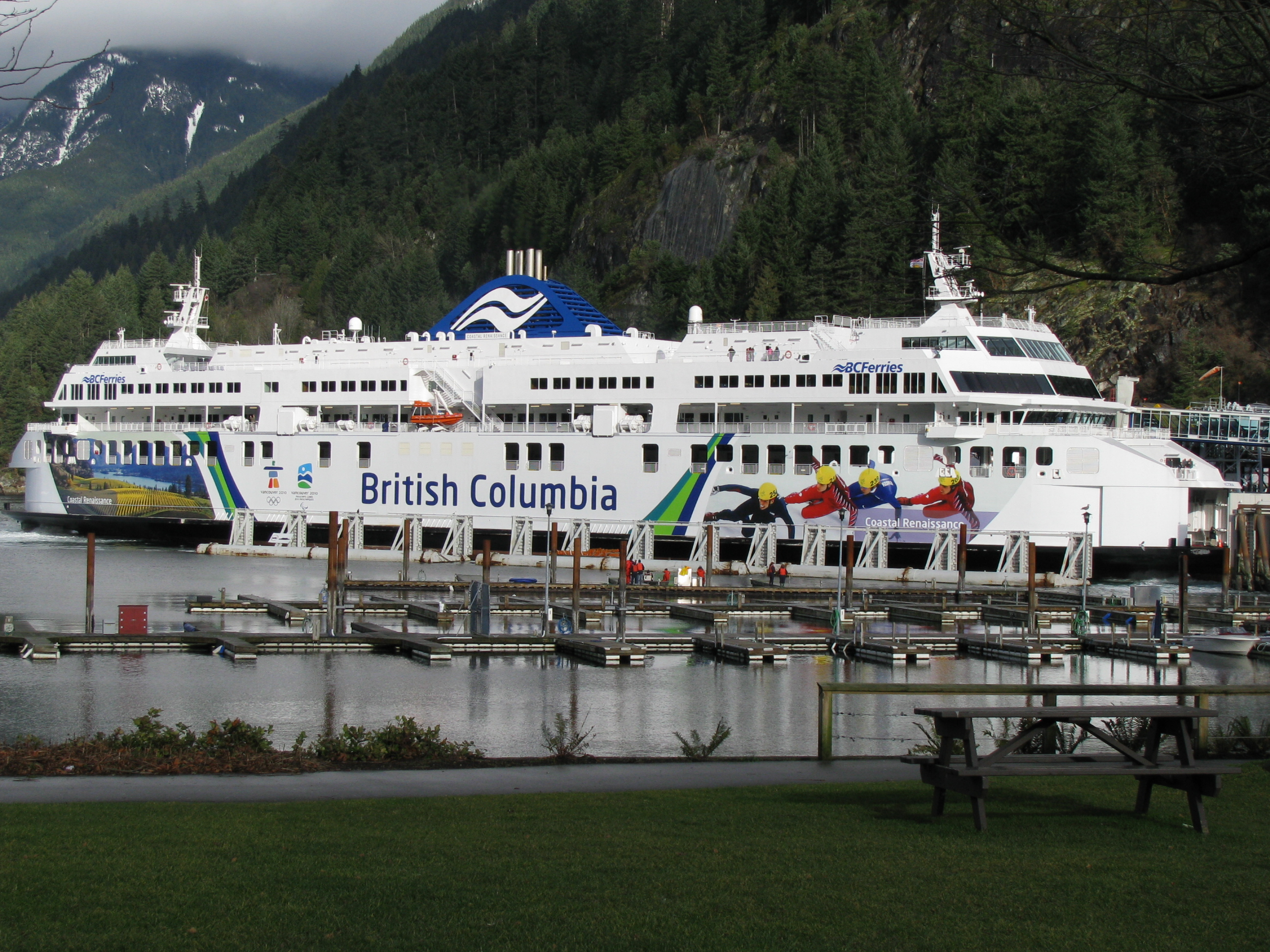
Coastal Renaissance
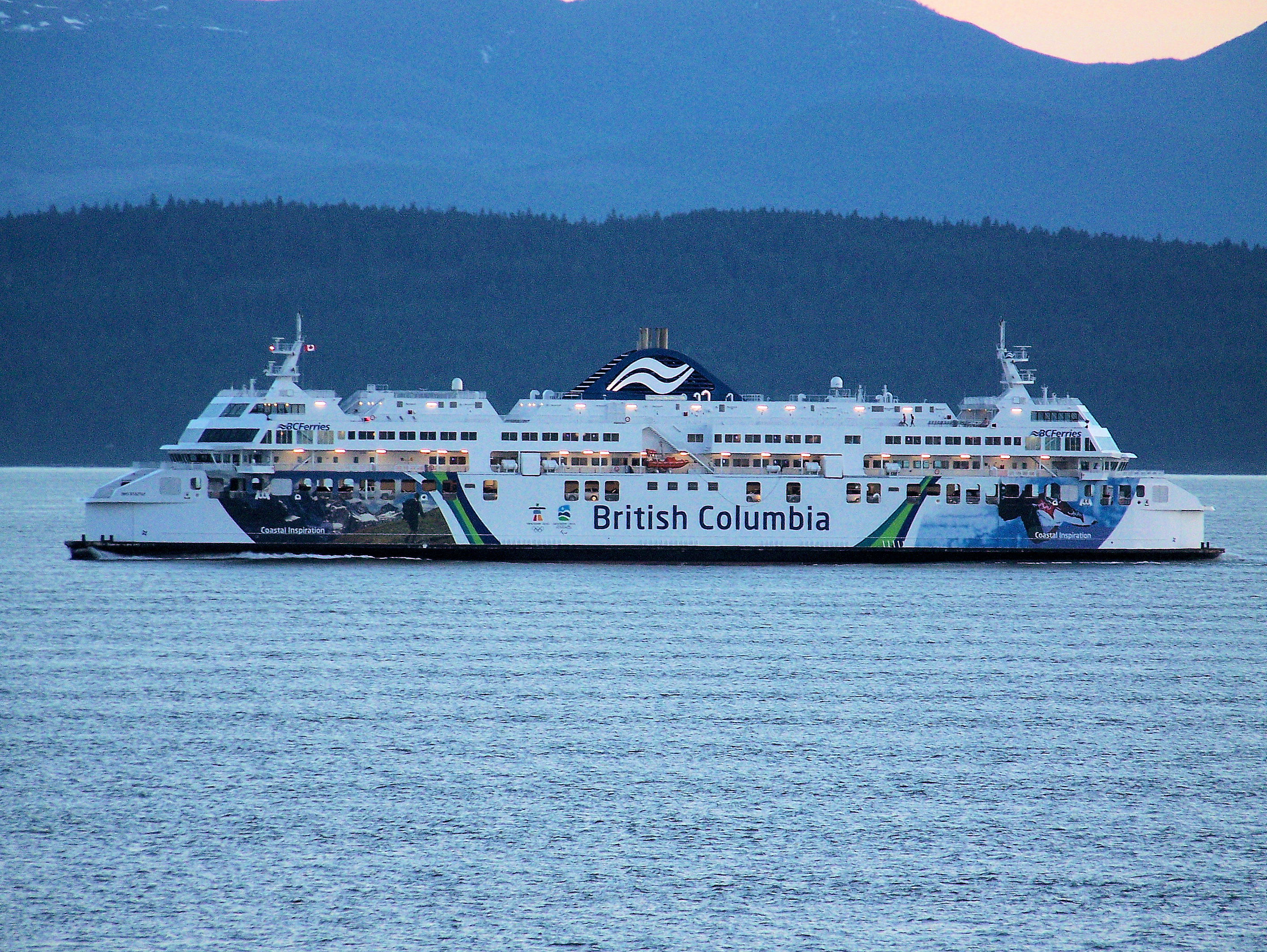
Coastal Inspiration
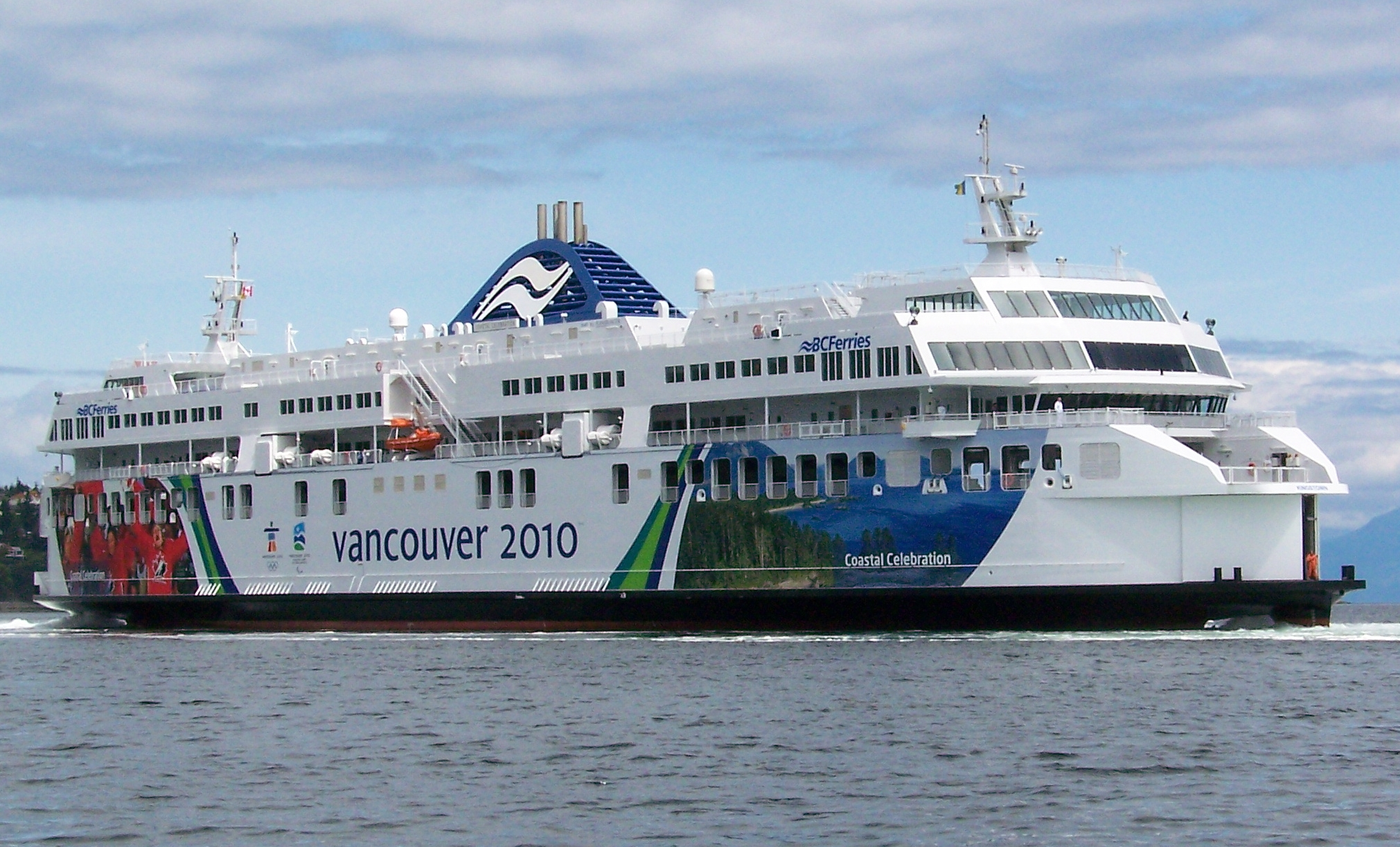
Coastal Celebration

## Technische Informationen
Der Antrieb der Schiffe erfolgt dieselelektrisch. Die Energie für die Fahrmotoren wird von zwei MaK-Dieselmotoren (Typ: 8M32C) mit einer Leistung von jeweils etwa 7885 kW erzeugt. Als Fahrmotoren dienen zwei Elektromotoren des Herstellers VEM Sachsenwerk (Typ: DKMUX 1040-10WE) mit einer Leistung von jeweils 11.000 kW.